# Benjamin Holt

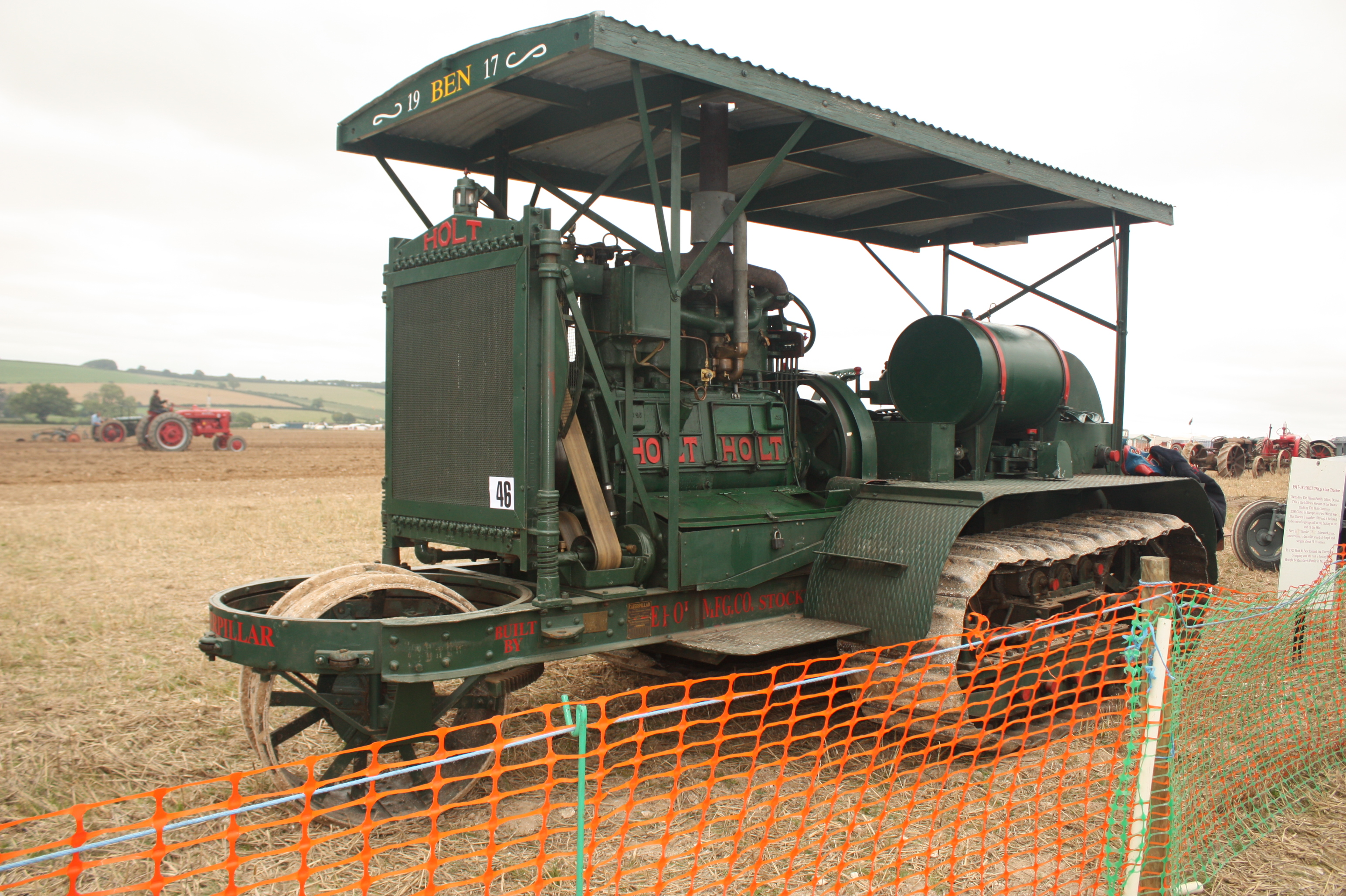
Holt 75 (s/n 3580) em exposição na Inglaterra, em 2008

Benjamin Leroy Holt (Concord, 1 de janeiro de 1849 — Stockton, 5 de dezembro de 1920) foi um inventor estadunidense.
Foi o primeiro a patentear e produzir o primeiro trator de esteiras prático. A esteira é usada com o intuito de diminuir a pressão de máquinas agrícolas pesadas sobre o solo, evitando assim que os veículos afundem em solo macio. O desenvolvimento dos tratores de esteira serviram como modelo para a construção de tanques britânicos e franceses na 1ª Guerra mundial e que assim alteraram profundamente as táticas de guerra terrestre. Fundou com seus irmãos a Holt Manufacturing Company, e adquiriu uma patente relacionada da companhia britânica Richard Hornsby & Sons, de Grantham, Inglaterra, em 1911.